# Ortoserpierite
L'ortoserpierite è un minerale.